# Рейнсько-Рурський регіон

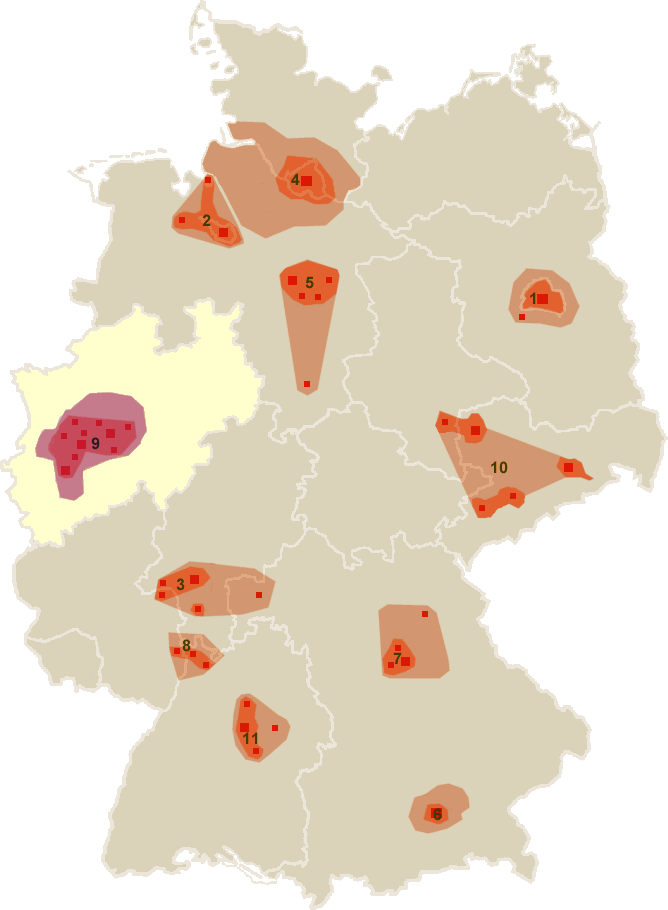
Рейнсько-Рурський регіон на мапі Німеччини

Рейнсько-Рурський регіон (нім. Metropolregion Rhein-Ruhr) конгломерат міст у федеральній землі Північний Рейн-Вестфалія (Німеччина). Має простягнення від Рурського регіону на півночі до Кельна, Дюссельдорфа і Вупперталя на півдні, він є однією з найбільших міських агломерацій у світі, займаючи територію 7110 км², на якій проживає близько 10,1 млн осіб (2007).

## Географічне положення
Регіон має форму трикутника, простягаючись уздовж річок Рейн і Рур в місці їх злиття, проте чітко не обмежений. Поняття Рейнсько-Рурський регіон зазвичай включає область від Гамма на сході до Менхенгладбаха на заході, від Везеля на півночі до Бонна на півдні і складається з двох частин: Рурського регіону (нім. Ruhrgebiet) і Прирейнської області (нім. Ruhrschiene).

### Міста земельного підпорядкування
| Міста земельного підпорядкування | Населення 31.12.2006 | Міста земельного підпорядкування | Населення 30.06.2007 |
| -------------------------------- | -------------------- | -------------------------------- | -------------------- |
| Бохум (BO)                       | 382 195              | Крефельд (KR)                    | 236 687              |
| Бонн (BN)                        | 314 926              | Леверкузен (LEV)                 | 161 340              |
| Боттроп (BOT)                    | 118 809              | Менхенгладбах (MG)               | 260 434              |
| Вупперталь (W)                   | 357 494              | Мюльгайм-на-Рурі (MH)            | 169 154              |
| Гельзенкірхен (GE)               | 266 082              | Обергаузен (OB)                  | 217 694              |
| Дортмунд (DO)                    | 587 137              | Ремшайд (RS)                     | 114 436              |
| Дуйсбург (DU)                    | 497 845              | Гаґен (HA)                       | 194 806              |
| Дюссельдорф (D)                  | 578 326              | Гамм (HAM)                       | 183 278              |
| Золінген (SG)                    | 162 685              | Герне (HER)                      | 169 207              |
| Кельн (K)                        | 991 395              | Ессен (E)                        | 582 764              |
| Загалом:                         |                      |                                  | 6 546 694            |

| Вокзал      | Поїздів/день: | далекого сполучення | регіональні | S-Bahn | Загалом | Пасажирообіг/день |
| ----------- | ------------- | ------------------- | ----------- | ------ | ------- | ----------------- |
| Кельн       |               | 243                 | 521         | 466    | 1230    | ~250 000          |
| Дюссельдорф |               | 169                 | 423         | 550    | 1142    | ~250 000          |
| Дортмунд    |               | 195                 | 485         | 302    | 982     | ~125 000          |
| Ессен       |               | 175                 | 226         | —      | 401     | ~175 000          |

| Летовище             | Пасажирообіг     | Вантажообіг      |
| -------------------- | ---------------- | ---------------- |
| Аеропорт Дюссельдорф | 17,8 млн (2007)  | 60 162 т         |
| Аеропорт Кельн/Бонн  | 10,47 млн (2007) | 719 000 т (2007) |
| Аеропорт Дортмунд    | 2,16 млн (2007)  | 8 388 т (2006)   |